# Izdenczyové
Izdenczyové z Monostoru a Komlóse (maďarsky monostori és komlósi Izdenczy) je starý uherský šlechtický rod. Jeho členové působili v různých úřadech v Uherském království a rakousko-uherském císařství.

## Původ rodu
Rodina má původ v 11. století z doby panování uherského krále Samuela Aby.

## Význační členové rodu
- Mikuláš Izdenczy, vyznamenal se při obraně hradu Eger, za což mu v roce 1527 král Ferdinand I. daroval pozemky
- Štěpán Izdenczy, kapitán, v roce 1566 jej hrabě Eck poslal na obranu Budínského hradu před Turky
- Ondřej Izdenczy (působil kolem roku 1538), uherský velvyslanec v Konstantinopoli, vicekapitán pevnosti Komárno.
- Martin Izdenczy stoupenec Imricha Tökölyho, v roce 1685 byl kapitánem tokajského hradu. V roce 1709 za vlády Františka II. Rákócziho byl zvolen prezidentem Oeconomicum Consilium.
- Josef Izdenczy (1724-1811), I. baron z Izdenczy. Kancléř uherského královského soudu, ministr pro uherské záležitosti za panování císaře Josefa II. Král František I. mu daroval panství Monostor v Temešské župě v Sedmihradsku, vyznamenal ho řádem sv. Štěpána a udělil mu titul svobodného pána (1805).
- Josef baron Izdenczy, soudce (táblabíró) Temešského hrabství, člen uherského sněmu v roce 1843.